# Alessandro De Roma
Alessandro De Roma (Carbonia, 1970) è uno scrittore italiano.

## Biografia
Nato a Carbonia, è cresciuto a Ghilarza (Or). Laureato in filosofia a Cagliari nel 1994, insegna storia e filosofia nelle scuole superiori a Sassari.. 
Ha esordito nella narrativa nel 2007 con Vita e morte di Ludovico Lauter (Premio Dessì e Premio Vigevano Opera Prima) per le edizioni Il Maestrale, presso il quale ha pubblicato anche le due opere successive: La fine dei giorni (2008) e Il primo passo nel bosco (2010).
Successivamente sono usciti Quando tutto tace per Bompiani nel 2011, La mia maledizione nel 2014 e "Nessuno resta solo" nel 2021 per Einaudi e "Grande terra Sommersa" nel 2023 per Fandango Libri, nel 2023 è uscito anche il racconto lungo "Picnic a Kenwood House" per Tetra edizioni, oltre all'antologia benefica Sei per la Sardegna nel 2014.
Nel Giugno del 2025 è uscito il romanzo "Il principe rosa" per Fandango Libri.
Tre dei suoi romanzi ("Vita e morte di Ludovico Lauter", "La fine dei giorni" e "La mia maledizione") sono stati pubblicati in Francia dall'editore Gallimard.

## Opere

### Romanzi
- Vita e morte di Ludovico Lauter, Nuoro, Il Maestrale, 2007 ISBN 978-88-89801-22-2.
- La fine dei giorni, Nuoro, Il Maestrale, 2008 ISBN 978-88-89801-55-0.
- Il primo passo nel bosco, Nuoro, Il Maestrale, 2010 ISBN 978-88-6429-012-6.
- Quando tutto tace, Milano, Bompiani, 2011 ISBN 978-88-452-6748-2.
- La mia maledizione, Torino, Einaudi, 2014 ISBN 978-88-06-21777-8.
- Nessuno resta solo, Torino, Einaudi, 2021 ISBN 978-8806244071.
- Grande terra sommersa, Roma, Fandango Libri, 2023 ISBN 978-8860448927.
- Il Principe rosa, Roma, Fandango Libri, 2025 ISBN 979-1256360994

### Racconti
- Picnic a Kenwood House, Viterbo, Tetra Edizioni, 2023 ISBN 979-1280917218

### Antologie
- Sei per la Sardegna, Torino, Einaudi, 2014 ISBN 978-88-06-22157-7.